# Komisja Fulbrighta
Polsko-Amerykańska Komisja Fulbrighta – niezależna organizacja pozarządowa, kierująca Programem Fulbrighta w Polsce. Zarejestrowana w Polsce jako fundacja (od 2006 posiada także status organizacji pożytku publicznego), Komisja działa na podstawie dwustronnej umowy między rządem Polski i Stanów Zjednoczonych.
Działalność Komisji jest finansowana ze środków publicznych, przekazywanych przez Ministerstwo Nauki i Szkolnictwa Wyższego RP oraz Departament Stanu USA, a także z wpłat darczyńców.
Z oferty Komisji rokrocznie korzysta ponad stu studentów, badaczy i nauczycieli akademickich z Polski i Stanów Zjednoczonych.

## Historia Komisji Fulbrighta
Polska była pierwszym krajem Europy Środkowo-Wschodniej, który dołączył do Programu Fulbrighta. Początek działalności Programu w Polsce datuje się na rok 1959. Organizacją Programu w Polsce zajmowała się na początku ambasada USA we współpracy z Ministerstwem Szkolnictwa Wyższego.
22 marca 1990 r. zawarta została umowa dwustronna między Rządem Rzeczypospolitej Polskiej i Rządem Stanów Zjednoczonych Ameryki. Na jej mocy w 1992 r. utworzono Biuro Polsko-Amerykańskiej Wymiany Naukowej. Program Fulbrighta w Polsce liczył już wówczas trzydzieści lat. Była to pierwsza tego typu instytucja w Europie Środkowo-Wschodniej. Biuro było samodzielną jednostką, a jej celem było zarządzanie programami wymiany z dziedziny nauki i oświaty finansowanymi przez oba rządy.
Po podpisaniu 22 października 1995 r. nowej umowy dwustronnej nazwę biura zmieniono na Polsko-Amerykańską Komisję Fulbrighta. Komisja działa na podstawie Umowy między Rządem Rzeczypospolitej Polskiej a Rządem Stanów Zjednoczonych Ameryki w sprawie współpracy w ramach Polsko-Amerykańskiej Komisji Fulbrighta zawartej w 2008 r. i obowiązującej do dziś.

## Oferta stypendialna

### Stypendia dla obywateli polskich na wyjazd do USA
- Fulbright Graduate Student Award: roczne stypendium dla osób zainteresowanych rozpoczęciem studiów magisterskich lub doktoranckich w USA.
- Fulbright Junior Research Award: 4–10–miesięczne stypendium dla osób przygotowujących rozprawę doktorską w polskich instytucjach naukowych. Stypendium umożliwia przeprowadzenie własnego projektu badawczego w USA powiązanego z tematyką przygotowywanej rozprawy doktorskiej.
- Fulbright Senior Award: 3–10-miesięczne stypendium dla naukowców z polskich instytucji naukowych i akademickich. Stypendium umożliwia przeprowadzenie własnego projektu badawczego lub badawczo-dydaktycznego w USA.
- Fulbright Scholar-in-Residence Award: 3–10-miesięczne stypendium dla nauczycieli akademickich. Stypendium umożliwia prowadzenie działalności dydaktycznej wspierającej amerykańską instytucję goszczącą oraz lokalną społeczność.
- Fulbright Slavic Award: trwające jeden trymestr lub semestr stypendium dydaktyczne dla nauczycieli akademickich, którzy specjalizują się w historii, polityce, kulturze i ekonomii Polski oraz Europy Środkowo-Wschodniej. Stypendium umożliwia prowadzenie zajęć ze studentami na jednym z trzech uniwersytetów współpracujących z Komisją Fulbrighta: University of Washington w Seattle, University of Illinois w Chicago oraz The Ohio State University w Columbus.
- Fulbright STEM Impact Award: trwające 2-6 tygodni stypendium dla specjalistów reprezentujących dziedziny STEM. Stypendium umożliwia realizację krótkoterminowego projektu badawczego i/lub dydaktycznego oraz poszerzenie wiedzy z zakresu komercjalizacji nauki i skutecznego pisania wniosków grantowych w instytucjach w USA.
- Fulbright-Schuman: 3–9-miesięczne stypendia badawcze na realizację projektów dotyczących stosunków pomiędzy USA i Unią Europejską.

### Oferta dla polskich instytucji
- Fulbright Specialist Program: program krótkoterminowej (2-6 tygodni) wymiany mający na celu pogłębienie oraz rozszerzenie współpracy między polskimi instytucjami a amerykańskimi naukowcami. Pobyt specjalisty w Polsce może być związany m.in. z prowadzeniem wykładów i warsztatów, uczestnictwem w konferencjach, konsultacjami w zakresie prac programowych, wykonywaniem ocen i ekspertyz, czy też rozwijaniem lokalnych projektów badawczych.
- Fulbright English Teaching Assistant (ETA): możliwość goszczenia na polskiej uczelni native speakera, który będzie prowadził zajęcia z języka angielskiego. Fulbright ETAs podczas swojego 9-miesięcznego pobytu (od października do czerwca) w polskiej uczelni asystują i/lub samodzielnie prowadzą zajęcia języka angielskiego ogólnego lub specjalistycznego, w zależności od potrzeb uczelni.

## Inne programy i działania realizowane przez Komisję
- Centrum doradztwa EducationUSA: największe Centrum EducationUSA[4] (programu amerykańskiego Departamentu Stanu informującego o studiach w USA) w Polsce[5].
- Program BioLab: roczny, płatny staż w jednym z 4 ośrodków naukowych w USA dla studentów i doktorantów nauk biologicznych z polskich uczelni. Program jest realizowany w partnerstwie z University of Virginia, University of Chicago, Oklahoma Medical Research Foundation oraz University of Texas, Southwestern Medical Center.
- Program TopMinds[6]: program mentoringowy założony z inicjatywy Stowarzyszenia Top 500 Innovators i Polsko-Amerykańskiej Komisji Fulbrighta. W ramach programu mentorzy i eksperci (w tym absolwenci Programu Fulbrighta) wspierają uczestników w podejmowaniu wyzwań i odnajdywaniu własnej ścieżki rozwoju, pomagają w rozwijaniu kompetencji interpersonalnych, a także wskazują sposoby na wzmocnienie poczucia wartości zawodowej i osobistej.